# Lagerpetidae
Lagerpetidae (denominados originalmente Lagerpetonidae) es una familia extinta de dinosauromorfos basales. Los miembros de esta familia tiene registros en estratos de finales del Triásico medio al Triásico Superior (Ladiniense al Noriense) de Argentina y Estados Unidos (Arizona, Nuevo México y Texas).
Estudios recientes lo han colocado dentro de Pterosauromorpha, como un clado hermano de Pterosauria.

## Descripción
Los lagerpétidos son definidos como dinosauromorfos pequeños (la longitud de sus miembros posteriores es de 25 centímetros, con "muy marcadas especializaciones locomotoras", vértebras finales y presacrales orientadas anteriormente, un sacro que incluye dos vértebras, un acetábulo cerrado, y un ilion vuelto hacia arriba". Estos también tenían un pubis corto y ancho, y un isquion con una extensa lámina ventral. En relación con el género Lagosuchus, los géneros de esta familia tienden a fémures más cortos respecto de las tibias.

## Clasificación y sistemática
Los lagerpétidos estaban emparentados con los dinosaurios, siendo una rama del grupo Dinosauromorpha. Su parentesco fue establecido en un análisis filogenético realizado por S. J. Nesbitt en 2009.
Cladograma simplificado del análisis de Kammerer, Nesbitt y Shubin (2012):
|  | Lagerpeton chanarensis                                                    |
|  |                                                                           |
|  | \| \| Dromomeron gregorii \| \| \| \| \| \| Dromomeron romeri \| \| \| \| |
|  |                                                                           |
|  | Dromomeron gregorii                                                       |
|  |                                                                           |
|  | Dromomeron romeri                                                         |
|  |                                                                           |

|  | Dromomeron gregorii |
|  |                     |
|  | Dromomeron romeri   |
|  |                     |

|  | Dinosauria |
|  |            |

|  | Lagerpeton chanarensis                                                    |
|  |                                                                           |
|  | \| \| Dromomeron gregorii \| \| \| \| \| \| Dromomeron romeri \| \| \| \| |
|  |                                                                           |
|  | Dromomeron gregorii                                                       |
|  |                                                                           |
|  | Dromomeron romeri                                                         |
|  |                                                                           |

|  | Dromomeron gregorii |
|  |                     |
|  | Dromomeron romeri   |
|  |                     |

|  | Dinosauria |
|  |            |

|  | Lagerpeton chanarensis                                                    |
|  |                                                                           |
|  | \| \| Dromomeron gregorii \| \| \| \| \| \| Dromomeron romeri \| \| \| \| |
|  |                                                                           |
|  | Dromomeron gregorii                                                       |
|  |                                                                           |
|  | Dromomeron romeri                                                         |
|  |                                                                           |

|  | Dromomeron gregorii |
|  |                     |
|  | Dromomeron romeri   |
|  |                     |

|  | Dinosauria |
|  |            |

|  | Lagerpeton chanarensis                                                    |
|  |                                                                           |
|  | \| \| Dromomeron gregorii \| \| \| \| \| \| Dromomeron romeri \| \| \| \| |
|  |                                                                           |
|  | Dromomeron gregorii                                                       |
|  |                                                                           |
|  | Dromomeron romeri                                                         |
|  |                                                                           |

|  | Dromomeron gregorii |
|  |                     |
|  | Dromomeron romeri   |
|  |                     |

|  | Dinosauria |
|  |            |

Cladograma simplificado basado en el análisis de Cabreira et al., 2016:
|  | Lagerpeton                                                 |
|  |                                                            |
|  | \| \| Ixalerpeton \| \| \| \| \| \| Dromomeron \| \| \| \| |
|  |                                                            |
|  | Ixalerpeton                                                |
|  |                                                            |
|  | Dromomeron                                                 |
|  |                                                            |

|  | Ixalerpeton |
|  |             |
|  | Dromomeron  |
|  |             |

|  | Marasuchus |
|  | |
|  | \| \| Pseudolagosuchus \| \| \| \| \| \| Lewisuchus \| \| \| \| \| \| Saltopus \| \| \| \| \| \| Dinosauria \| \| \| \| |
|  | |
|  | Pseudolagosuchus |
|  | |
|  | Lewisuchus |
|  | |
|  | Saltopus |
|  | |
|  | Dinosauria |
|  | |

|  | Pseudolagosuchus |
|  |                  |
|  | Lewisuchus       |
|  |                  |
|  | Saltopus         |
|  |                  |
|  | Dinosauria       |
|  |                  |

|  | Lagerpeton                                                 |
|  |                                                            |
|  | \| \| Ixalerpeton \| \| \| \| \| \| Dromomeron \| \| \| \| |
|  |                                                            |
|  | Ixalerpeton                                                |
|  |                                                            |
|  | Dromomeron                                                 |
|  |                                                            |

|  | Ixalerpeton |
|  |             |
|  | Dromomeron  |
|  |             |

|  | Marasuchus |
|  | |
|  | \| \| Pseudolagosuchus \| \| \| \| \| \| Lewisuchus \| \| \| \| \| \| Saltopus \| \| \| \| \| \| Dinosauria \| \| \| \| |
|  | |
|  | Pseudolagosuchus |
|  | |
|  | Lewisuchus |
|  | |
|  | Saltopus |
|  | |
|  | Dinosauria |
|  | |

|  | Pseudolagosuchus |
|  |                  |
|  | Lewisuchus       |
|  |                  |
|  | Saltopus         |
|  |                  |
|  | Dinosauria       |
|  |                  |

|  | Lagerpeton                                                 |
|  |                                                            |
|  | \| \| Ixalerpeton \| \| \| \| \| \| Dromomeron \| \| \| \| |
|  |                                                            |
|  | Ixalerpeton                                                |
|  |                                                            |
|  | Dromomeron                                                 |
|  |                                                            |

|  | Ixalerpeton |
|  |             |
|  | Dromomeron  |
|  |             |

|  | Marasuchus |
|  | |
|  | \| \| Pseudolagosuchus \| \| \| \| \| \| Lewisuchus \| \| \| \| \| \| Saltopus \| \| \| \| \| \| Dinosauria \| \| \| \| |
|  | |
|  | Pseudolagosuchus |
|  | |
|  | Lewisuchus |
|  | |
|  | Saltopus |
|  | |
|  | Dinosauria |
|  | |

|  | Pseudolagosuchus |
|  |                  |
|  | Lewisuchus       |
|  |                  |
|  | Saltopus         |
|  |                  |
|  | Dinosauria       |
|  |                  |

|  | Lagerpeton                                                 |
|  |                                                            |
|  | \| \| Ixalerpeton \| \| \| \| \| \| Dromomeron \| \| \| \| |
|  |                                                            |
|  | Ixalerpeton                                                |
|  |                                                            |
|  | Dromomeron                                                 |
|  |                                                            |

|  | Ixalerpeton |
|  |             |
|  | Dromomeron  |
|  |             |

|  | Marasuchus |
|  | |
|  | \| \| Pseudolagosuchus \| \| \| \| \| \| Lewisuchus \| \| \| \| \| \| Saltopus \| \| \| \| \| \| Dinosauria \| \| \| \| |
|  | |
|  | Pseudolagosuchus |
|  | |
|  | Lewisuchus |
|  | |
|  | Saltopus |
|  | |
|  | Dinosauria |
|  | |

|  | Pseudolagosuchus |
|  |                  |
|  | Lewisuchus       |
|  |                  |
|  | Saltopus         |
|  |                  |
|  | Dinosauria       |
|  |                  |